# Боасјер ди Доре
Боасјер ди Доре (фр. Boissière-du-Doré) насеље је и општина у западној Француској у региону Лоара, у департману Атлантска Лоара која припада префектури Нант.
По подацима из 2011. године у општини је живело 916 становника, а густина насељености је износила 97,34 становника/km². Општина се простире на површини од 9,41 km². Налази се на средњој надморској висини од 80 метара (максималној 106 m, а минималној 50 m).

## Демографија
| 1962. | 1968. | 1975. | 1982. | 1990. | 1999. | 2011. |
| ----- | ----- | ----- | ----- | ----- | ----- | ----- |
| 520   | 523   | 517   | 551   | 627   | 672   | 916   |

График промене броја становника у току последњих година